# Diccionari català-valencià-balear

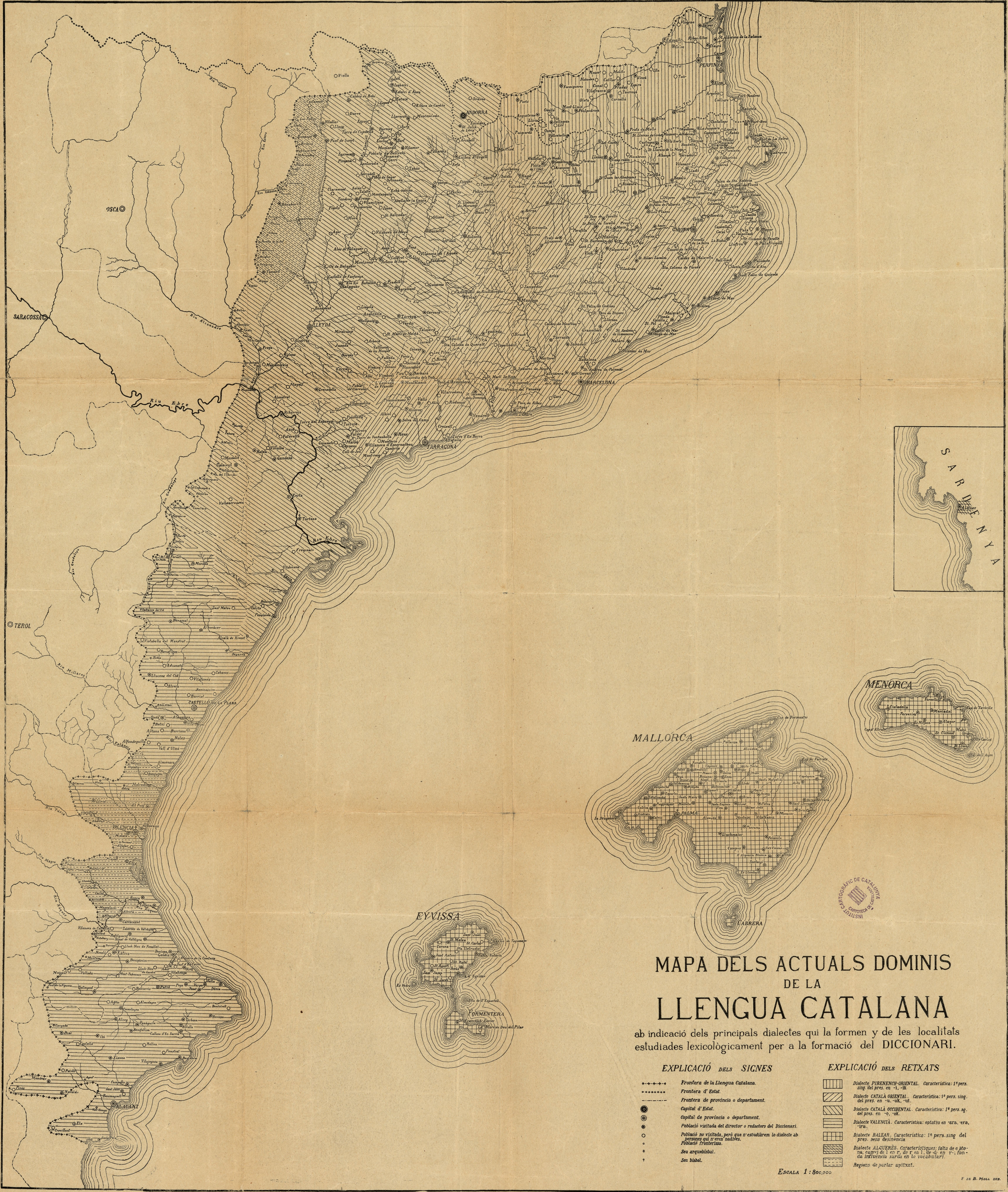
Mapa dialectal que apareix al diccionari

El Diccionari català-valencià-balear (DCVB), també anomenat Diccionari Alcover-Moll en honor dels seus creadors, Antoni Maria Alcover i Sureda i Francesc de Borja Moll, és un diccionari descriptiu i etimològic que vol recollir tot el cabal lèxic del català. Realitzat amb la col·laboració de moltíssimes persones que aportaren fitxes lexicogràfiques, la direcció i les tasques principals correspongueren a mossèn Antoni Maria Alcover i al seu col·laborador principal, Francesc de Borja Moll, gràcies al qual el Diccionari va ser culminat el 26 de maig del 1963 en deu volums. Hi col·laboraren també, de manera notable, Manuel Sanchis Guarner i Aina Moll Marquès.
Segons el llarg subtítol que duu aquest diccionari, és un «inventari lexicològic i etimològic de la llengua catalana», una obra comprensiva de la llengua que es parla, segons el mateix títol, «al Principat de Catalunya, al Regne de València, a les illes Balears, al departament francès dels Pirineus Orientals, a les Valls d'Andorra, al marge oriental d'Aragó i a la ciutat d'Alguer de Sardenya». Un obra excepcional com que «cap altra llengua romànica disposa d'un diccionari com aquest, que pretén recollir totes les paraules de la llengua catalana de totes les èpoques i de tots els llocs», segons Isidor Marí, qui va ser president de Institut d’Estudis Catalans entre 2010 i 2014.
El diccionari és format per deu volums, un total de 9.850 pàgines que inclouen més de 160.000 articles. En aquests moments es pot consultar en línia en una versió amb 20.000 columnes de text, 70 megaoctets d'informació textual i 1.500 il·lustracions en blanc i negre.
La Institució Francesc de Borja Moll és la titular dels drets. Gràcies a un conveni amb l'IEC aquest pot fer-ne difusió en línia (no en exclusiva) al seu web.

## Història
El projecte es va iniciar l'any 1900 quan Antoni M. Alcover va publicar, des de Mallorca, la Lletra de Convit a tots els amics de la llengua catalana, convidant tothom a col·laborar a la replega de vocabulari. Alcover bastí una xarxa de col·laboradors mitjançant les seves excursions filològiques arreu del domini lingüístic, sol o amb Bernhard Schädel i Francesc de Borja Moll, aprofitant les seves relacions amb els eclesiàstics, pel seu càrrec de vicari general de Mallorca i pel suport del bisbe Pere Joan Campins. L'any 1901 va començar a publicar la primera revista de filologia de l'Estat espanyol, de periodicitat mensual, el Bolletí del Diccionari de la Llengua Catalana, per a la coordinació amb els col·laboradors i pel seu títol el complet del Diccionari es pot veure que des del primer moment Alcover va titular la seva obra Diccionari de la llengua Catalana.
El primer fascicle s'havia publicat el 1926, el primer volum s'havia acabat d'imprimir el 1930 i el darrer, el 1962, per mor del parèntesi de la dictadura franquista.
L'any 1911 es va crear la Secció Filològica de l'Institut d'Estudis Catalans (IEC) i Alcover en va ser nomenat president. Mantingué fortes discrepàncies sobre l'organització de l'Institut, el diccionari normatiu i amb els dirigents del catalanisme com ara Pompeu Fabra. Això provocà que se'n tornés a Mallorca per dedicar-se al seu diccionari que va canviar de nom pel de Diccionari català-valencià-balear, i va deslligar-se així de l'IEC. El 1920 Francesc de Borja Moll es va traslladar a Mallorca per incorporar-se com a secretari i redactor. En morir Alcover, el 1932, Moll prengué la responsabilitat de continuar l'obra. Entre el 1943 i el 1959 hi col·laborà Manuel Sanchis i Guarner. El primer volum s'havia publicat el 1930 i el darrer, el volum x, es publicà el 1962.
Alcover, orientat per Bernhard Schädel, es basà en el model del Glossaire des patois de la Suisse romande per a la replega de dades mitjançant un gran nombre de col·laboradors d'arreu del territori. Aquesta opció fou només possible pel moment d'eufòria catalanista que hi havia al país i per la feina, força de voluntat i abrivament d'Alcover, indispensable per a la coordinació en una tasca com aquesta. L'empresa només era comparable a la de l'Oxford English Dictionary, salvant les distàncies entre les proporcions de les dues comunitats lingüístiques i llurs mitjans. Les tasques de l'Oxford English Dictionary començaren l'any 1860, però sembla que Alcover, més tost germanòfil, no en coneixia els detalls, potser per la seva germanofília. Els primers onze fascicles del diccionari anglès ja s'havien publicat a la primeria de 1894 i el darrer, el 125, es publicà l'any 1928.
Resta pendent l'actualització del DCVB, la qual només s'ha dut a terme en els volums editats primer en l'ortografia alcoveriana, aprofitant l'actualització ortogràfica. Se'n pot considerar una actualització, però, el Diccionari etimològic i complementari de la llengua catalana de Joan Coromines, per bé que té una estructura diferent i, en certs aspectes, inferior a la del DCVB, especialment pel que fa a la facilitat de consulta. Tots els estudis de texts antics prenen com a punt de referència el DCVB, assenyalant les noves unitats descobertes o les datacions més reculades. O, fins i tot, les aportacions en forma de correccions al DCVB.
La digitalització de texts antics ja permeten de fer-ne buidatges més exhaustius que facilitaran la tasca de completar el DCVB. D'altra banda, en aquest moment el mateix DCVB es troba digitalitzat. La digitalització fou dirigida per l'Institut d'Estudis Catalans amb la col·laboració del Govern de les Illes Balears, de la Generalitat de Catalunya, del Govern d'Andorrà i de l'editorial Moll, que n'és la propietària, i la consulta és accessible en línia, però amb limitacions, atès que no es pot cercar més que l'entrada de l'article. També es duu a terme la digitalització de les cèdules o fitxes lexicogràfiques de la calaixera del Diccionari, trameses pels col·laboradors. L'objectiu és garantir-ne la conservació i facilitar-ne la consulta, perquè només una minsa part de la seva informació es troba recollida al Diccionari i, d'altra banda, partint dels coneixements actuals, pot haver-hi diferències d'interpretació de les dades amb què es redactaren els articles del Diccionari. El Bolletí del Diccionari de la Llengua Catalana també es troba digitalitzat a hores d'ara així com els materials extrets dels 65 quaderns de camp d'Antoni M. Alcover i també dels seus col·laboradors, Francesc de B. Moll, Joan Benejam. Totes aquestes edicions digitals són obra de Maria Pilar Perea.